# آبچلیک پاسبز خال‌دار
آبچلیک پاسبز خاوری، آبچلیک پاسبز خالدار یا آبچلیک پاسبز نوردمن (به انگلیسی: Nordmann's greenshank, Spotted greenshank) یا آبچلیک سبز خالدار (نام علمی: Tringa guttifer) نام یک گونه از سرده آبچلیک‌ها است.
آبچلیک پاسبز خالدار در شرق روسیه در امتداد سواحل جنوب غربی و شمالی دریای اوخوتسک و در جزیره ساخالین زیست می‌کند. دامنه عدم تولید آن کاملاً درک نشده است، اما تعداد قابل توجهی در کره جنوبی، سرزمین اصلی چین، هنگ کنگ (چین) و تایوان به صورت گذرگاه ثبت شده است و در زمستان در بنگلادش، تایلند، کامبوج، ویتنام و شبه جزیره مالزی ثبت شده است. همچنین در ژاپن، کره شمالی، هندوستان نیز در گذر یا زمستان ثبت شده است، سریلانکا، میانمار (که شاید اثبات شود بخش مهمی از دامنه زمستانی آن است)، سنگاپور، فیلیپین و اندونزی. سوابق تأیید نشده‌ای از نپال و گوام (به الایت متحده) وجود دارد. احتمالاً ۵۰۰–۱۰۰۰ نفر جمعیت دارد.
این پرنده در گذشته در سردهٔ Pseudototanus قرار داشت. این یک گونه در معرض خطر است و برای مطالعه مولکولی در مطالعه پریرا و بیکر (۲۰۰۵) از سردهٔ Tringa در دسترس نبود. به نظر می‌رسد که به گروه semipalmata - flavipes و stagnatilis - totanus - نزدیک‌تر است، هر چند آن نیز دارای برخی از شباهت به آبچلیک پازرد بیشتر و آبچلیک آوازخوان است.

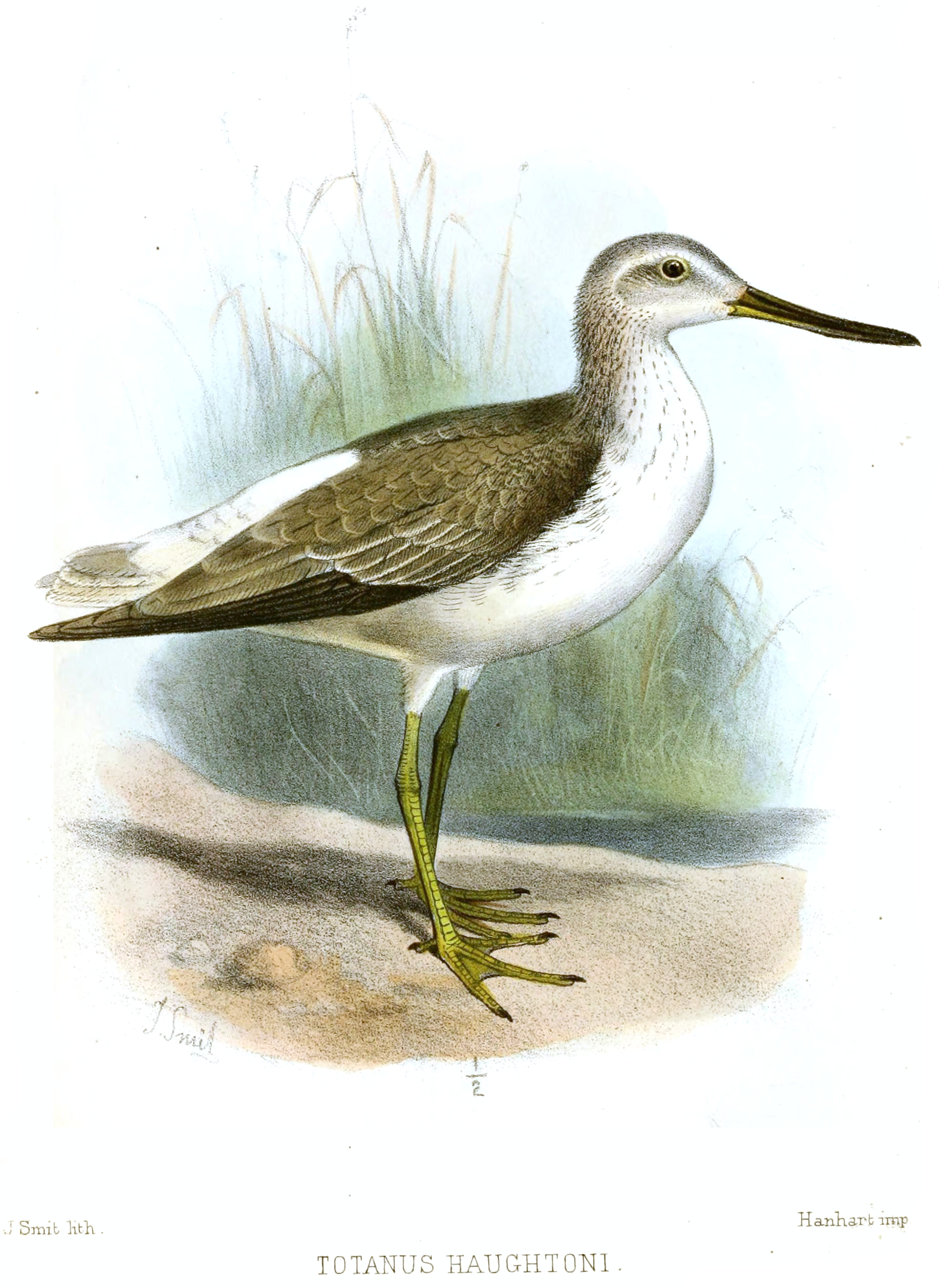
آبچلیک پاسبز خالدار

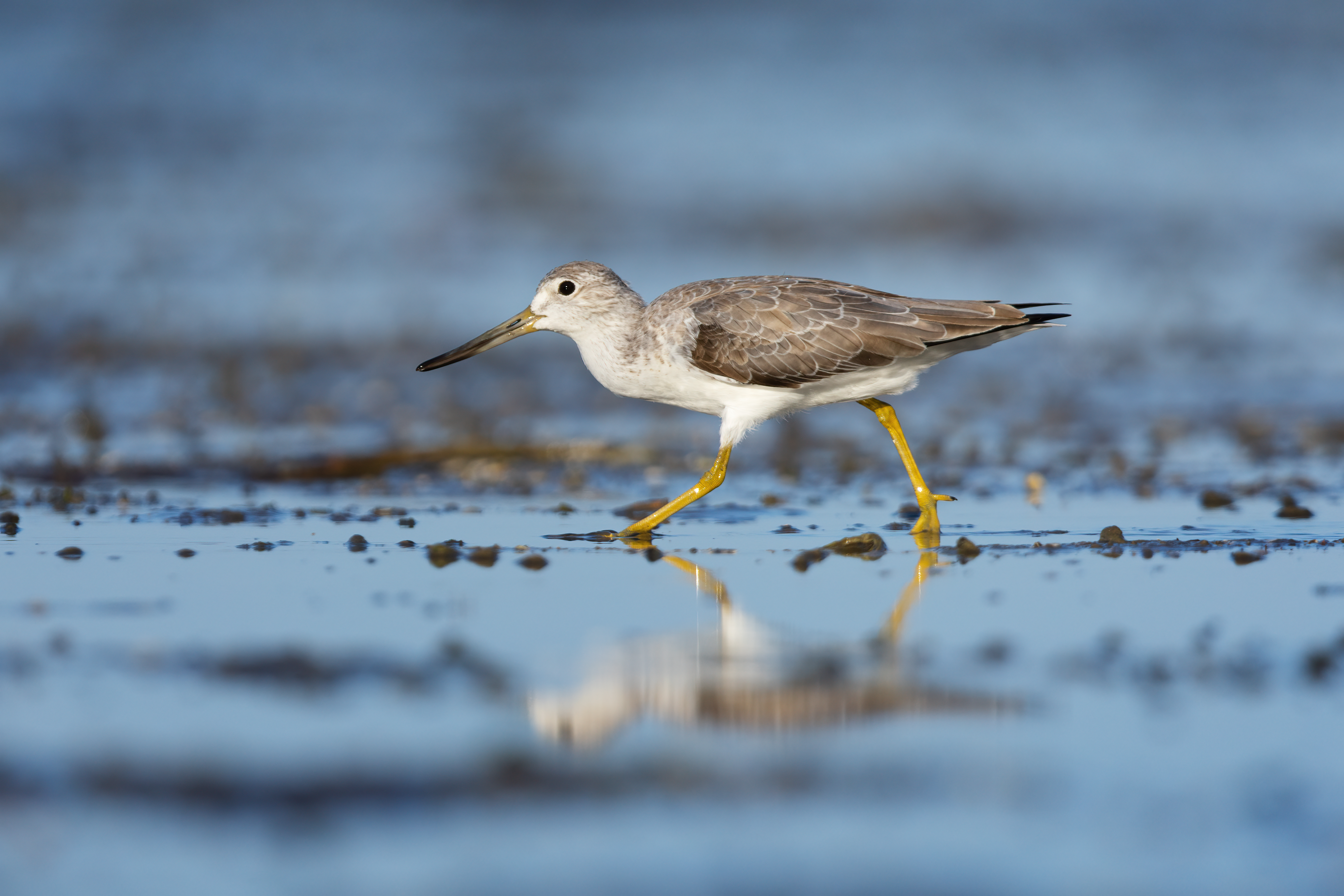
در پوشش نازادآور